# Tagliacozzo
Tagliacozzo és una localitat italiana de la província de L'Aquila, a la regió dels Abruços, que té 6.832 habitants.

## Barris
Els barris del municipi són Sant Giacomo, Gallo di Tagliacozzo, Nuovo Borgo Rurale, Oriente, Poggetello, Poggio Filippo, Roccacerro, San Donato di Tagliacozzo, Sfratati, Sorbo, Tremonti, Villa San Sebastiano Marsia.
A la part més alta de la ciutat de la ciutat es troba el districte més antic, N'Zulatera (Altolaterra), que en el passat era dedicada a la pagesia, però ara ha crescut, convertint-se en una atracció turística.

## Evolució demogràfica
| Gràfica d'evolució de Tagliacozzo entre 1861 i 2001 |
|                                                     |